# Hôtel de Rabayne
L’hôtel de Rabayne est un hôtel particulier situé 14 rue Magdeleine à Cognac, dans le département de la Charente.